# Ernst vom Bauer
Ernst vom Bauer, auch Ernst von Bauer (* 20. Juni 1896 in Elberfeld; † 25. September 1945 in Kembs (Holstein)) war ein deutscher Offizier, zuletzt Generalmajor der Wehrmacht.

## Leben
Ernst vom Bauer war ein Sohn des Fabrikanten Ernst Adolph Carl vom Bauer (* 1869) und seiner Frau Helene Emma, geb. von Rappard (* 1873).
Ernst vom Bauer trat als Kriegsfreiwilliger im Dienstgrad eines Fahnenjunkers am 20. August 1914 in die Armee ein und kam zum Infanterie-Regiment 94. Anfang Oktober 1914 zog er mit dem Infanterie-Regiment 32 ins Feld. Ende November 1914 verwundet, kam er bis Mitte Mai 1915 in ein Lazarett. Anschließend kam er zum Infanterie-Regiment 68. Mitte Juni 1915 wurde er Fahnenjunker-Gefreiter und Ende Juli 1915 bereits Fahnenjunker-Unteroffizier und kam bis Ende August 1915 zu einem Fahnenjunker-Kursus nach Döberitz. Ende 1915 ging er mit dem II. Bataillon des Infanterie-Regiment 68 erneut ins Feld. Er war von Anfang Oktober 1916 bis Ende Oktober 1916 stellvertretender Ordonnanzoffizier im Stab der 30. Infanterie-Brigade und wurde dann bis Ende 1916 stellvertretender Adjutant des I. Bataillons des Infanterie-Regiments 68. Am 30. April 1916 war er noch zum Leutnant ohne Patent (Patent 19. Juli 1916) befördert worden. Anschließend wurde er bis Mitte Juli 1918 Adjutant des I. Bataillons des Infanterie-Regiments 68 und zeitgleich stellvertretender Ordonnanzoffizier im Stab des Regiments. Am 1. September 1918 kam er schwer verwundet in britische Kriegsgefangenschaft und war ab 17. August 1919 in Holland interniert. Kurze Zeit später kam er erst in ein Lazarett in Hamburg, dann in Leipzig.
Bauer wurde nach seiner Genesung in die Reichswehr übernommen und war ab Anfang Januar 1920 Kompanieführer bei der Abwicklungsstelle des Infanterie-Regiments 68. Ab März 1920 diente er als Kompanie-Offizier in unterschiedlichen Regimentern. Zum Oberleutnant wurde er am 1. April 1925 befördert und war 1930 in der 12. (MG) Kompanie des 17. Infanterie-Regiments. Am 1. Dezember 1935 wurde er zum Major befördert.
Von Anfang Oktober 1936 bis Ende März 1940 war er Adjutant der 2. Infanterie-Division. In dieser Position wurde er am 1. Januar 1939 Oberstleutnant. Im April 1940 kam er in die Führerreserve und blieb dort bis Ende Juli 1940. Er war dann bis Mitte Mai 1943 Adjutant, seit 1. Oktober 1941 als Oberst, beim stellvertretenden Generalkommando des II. Armeekorps. Bis Ende August 1943 kam er erneut in die Führerreserve. Ab 25. August 1943 war er Kommandeur der Heeres-Unteroffiziers-Schule der Panzertruppe in Arnswalde. Am 20. März 1944 wurde Bauer in die Führerreserve versetzt und am 5. April 1944 zwecks Einweisung in die Geschäfte eines Feldkommandanten zur Militärverwaltung Frankreich geschickt. Von Ende April 1944 bis Anfang September 1944 war er daher im AOK 19 als Kampfkommandant Montpellier aktiv. Anschließend war er mit der Führung der 716. Infanterie-Division beauftragt und übernahm diese nach seiner Beförderung zum Generalmajor Anfang Oktober 1944 bis Ende des gleichen Monats. Mit der Aufstellung einer neuen 189. Reserve-Division Anfang Oktober 1944 übernahm er bis Ende des gleichen Monats die Führung der Division. Generalmajor Joachim Degener übernahm das Kommando. Bauer kam in die Führerreserve des OKH für den Wehrkreis II. Ab Anfang Februar 1945 war er zum Wehrkreis II zur Verwendung für Sonderaufgaben kommandiert. Von März 1945 bis Kriegsende war er Kommandeur der Ersatz-Division 402, welche nach dem Fall von Kolberg im gleichen Monat Ausbildungs-Division 402 wurde, und auf der Insel Usedom stand. Zu Kriegsende kamen die Divisionsangehörigen in britische Kriegsgefangenschaft.